# Jogos Abertos do Interior de São Paulo de 2007
Os LXXI Jogos Abertos do Interior de 2007, foram um evento multiesportivo realizado em Praia Grande, estado de São Paulo, de 15 a 27 de outubro de 2007. Um total de 16 400 atletas competiram nos 33 esportes, sendo nove deles modalidade extra. Os Jogos de Praia Grande foram a primeira ocasião em que uma abertura dos Jogos Abertos foi realizada na praia, sendo a 32ª cidade a abrigar o evento.

## Modalidades Oficiais
- Atletismo
- Basquete
- Biribol
- Bocha
- Boxe
- Capoeira
- Ciclismo
- Damas
- Futebol
- Futsal
- Ginástica Artística
- Ginástica Rítmica
- Handebol
- Judô
- Karatê
- Luta Olímpica
- Malha
- Natação
- Taekwondo
- Tênis
- Tênis de Mesa
- Vôlei de Praia
- Voleibol
- Xadrez

## Modalidades Extra
- Badminton
- Beach Soccer
- Bocha Feminina
- Canoagem
- Handbeach
- Remo
- Skate
- Surf
- Vela

## Locais de Competição

### Ginásios
- Ginásio Caiçara;
- Ginásio Canto do Forte;
- Ginásio Clube de Praia São Paulo;
- Ginásio Falcão;
- Ginásio Mirins III;
- Ginásio Magic Paula;
- Ginásio Samambaia;
- Ginásio Centro Olímpico (SEJEL);
- Ginásio Sítio do Campo;
- Ginásio Paulo Shigeo;
- Ginásio do CAMP.

### Clubes
- Casa de Portugal;
- Centro Esportivo Rodrigão;
- Clube Guilhermina;
- Tênis Clube de Santos.

### Clubes de Futebol
- Cesac EC;
- Ocian PC;
- Palmeiras EC;
- Botafogo FC;
- Grêmio ESM;
- Real EC;
- Unidos FC.

### Pistas
- Pista Municipal de Atletismo;
- Pista de Ciclismo;
- Skate Park (Pista da Aviação).

### Outras Instalações
- Beatrix Boulevard;
- Centro de Eventos Boqueirão;
- Fortaleza de Itaipú;
- Piscina Municipal;
- Portinho;
- Colônia de Férias SINDVEND;
- Sociedade Amigos Quietude;
- Arena Esportiva.

## Quadro de Medalhas
| 1  | São Caetano do Sul    | 108 | 51 | 39 | 198 |
| 2  | São Bernardo do Campo | 80  | 48 | 28 | 156 |
| 3  | Santos                | 41  | 37 | 36 | 114 |
| 4  | São José do Rio Preto | 20  | 15 | 29 | 64  |
| 5  | São José dos Campos   | 19  | 29 | 29 | 77  |
| 6  | Guarulhos             | 17  | 14 | 13 | 44  |
| 7  | Bragança Paulista     | 12  | 6  | 6  | 24  |
| 8  | Osasco                | 11  | 5  | 6  | 22  |
| 9  | Suzano                | 9   | 8  | 4  | 21  |
| 10 | Jundiaí               | 8   | 9  | 16 | 33  |
| 11 | Campinas              | 8   | 3  | 4  | 15  |
| 12 | Marília               | 6   | 11 | 4  | 21  |
| 13 | Guarujá               | 6   | 8  | 7  | 21  |
| 14 | Mogi das Cruzes       | 6   | 7  | 11 | 24  |
| 15 | Praia Grande          | 6   | 4  | 8  | 18  |
| 16 | Piracicaba            | 5   | 18 | 12 | 35  |
| 17 | Americana             | 5   | 7  | 3  | 15  |
| 18 | Santo André           | 5   | 6  | 5  | 16  |
| 19 | Araraquara            | 4   | 14 | 4  | 22  |
| 20 | Franca                | 4   | 7  | 12 | 23  |
| 21 | Pindamonhangaba       | 4   | 3  | 3  | 10  |
| 22 | Indaiatuba            | 4   | 3  | 0  | 7   |
| 23 | São Vicente           | 4   | 2  | 3  | 9   |
| 24 | Sorocaba              | 4   | 1  | 1  | 6   |
| 25 | Vinhedo               | 4   | 0  | 2  | 6   |
| 26 | Ribeirão Preto        | 3   | 7  | 19 | 29  |
| 27 | Itu                   | 3   | 6  | 7  | 16  |
| 28 | Monte Alto            | 3   | 1  | 0  | 4   |
| 29 | Lençóis Paulista      | 3   | 0  | 4  | 7   |
| 30 | Jaú                   | 2   | 4  | 3  | 9   |